# 프루티겐역
프루티겐역(독일어: Frutigen)은 스위스 베른주와 프루티겐 시정촌에 있는 기차역이다. 역은 BLS AG의 뢰치베르크선에 위치하고 있으며, 이전 뢰치베르크 터널과 최신 뢰치베르크 베이스 터널을 통한 경로가 분기되는 분기점이다.

## 운행편
다음 서비스는 프루티겐에서 정차한다.
- 레기오익스프레스 : 베른과 브리크까지 매시간 운행하며 대부분의 기차는 브리크에서 도모도솔라까지 계속 운행된다.

역은 또한 벵이, 로이들렌 및 라이헨바흐 임 칸데르탈, 칸더그룬트, 블라우제, 미트홀츠 및 칸더슈테크, 토아히젠 및 아델보덴까지 포스트아우토 버스 서비스를 제공한다.
뢰치베르크 베이스 터널의 북쪽 입구는 역 남쪽에 바로 있다. 역을 통과하는 열차는 역과 터널 입구 사이의 등급 구분 교차로 덕분에 뢰치베르크 경로 중 하나를 사용할 수 있다. 이 교차로에서는 베이스 터널 경로의 열차가 엥슈틀리게 터널을 사용하여 프루티겐역을 우회할 수 있다.
기본 터널 경로의 여객 열차는 프루티겐역까지 운행할 수 있지만, 하루에 한 대의 열차만 운행하며, 대부분의 정차 서비스는 기존 노선을 통해 운행된다.